# Builder
El patró de Builder (Constructor) és un patró de disseny. La intenció és fer una abstracció de la construcció d'objectes que tenen diferents implementacions d'aquests. Permetent construir diferents representacions dels objectes centralitzant aquest procés en un punt.
Sovint, el Builder construeix el Composite, un patró d'estructura.

## Diagrama de classes

### Builder
Interfície abstracta per crear objectes (productes).

### Concrete Builder
Implementació del Builder
Construeix i reuneix les parts necessàries per construir els productes.

### Director
La classe Director és la responsable de gestionar la seqüència correcta de la creació d'objectes.
Es rep un Builder concret com un paràmetre i executa les operacions necessàries en ella.

### Producte
És l'objecte final que crearà el Director usant el Builder

## Exemple

### Java
```
/** "Product" */

class
 
Pizza
 
{

	
private
 
String
 
dough
 
=
 
""
;

	
private
 
String
 
sauce
 
=
 
""
;

	
private
 
String
 
topping
 
=
 
""
;

	
public
 
void
 
setDough
(
String
 
dough
)
 
{

		
this
.
dough
 
=
 
dough
;

	
}

	
public
 
void
 
setSauce
(
String
 
sauce
)
 
{

		
this
.
sauce
 
=
 
sauce
;

	
}

	
public
 
void
 
setTopping
(
String
 
topping
)
 
{

		
this
.
topping
 
=
 
topping
;

	
}

}

/** "Abstract Builder" */

abstract
 
class
 
PizzaBuilder
 
{

	
protected
 
Pizza
 
pizza
;

	
public
 
Pizza
 
getPizza
()
 
{

		
return
 
pizza
;

	
}

	
public
 
void
 
createNewPizzaProduct
()
 
{

		
pizza
 
=
 
new
 
Pizza
();

	
}

	
public
 
abstract
 
void
 
buildDough
();

	
public
 
abstract
 
void
 
buildSauce
();

	
public
 
abstract
 
void
 
buildTopping
();

}

```

```
/** "ConcreteBuilder" */

class
 
HawaiianPizzaBuilder
 
extends
 
PizzaBuilder
 
{

	
public
 
void
 
buildDough
()
 
{

		
pizza
.
setDough
(
"cross"
);

	
}

	
public
 
void
 
buildSauce
()
 
{

		
pizza
.
setSauce
(
"mild"
);

	
}

	
public
 
void
 
buildTopping
()
 
{

		
pizza
.
setTopping
(
"ham+pineapple"
);

	
}

}

/** "ConcreteBuilder" */

class
 
SpicyPizzaBuilder
 
extends
 
PizzaBuilder
 
{

	
public
 
void
 
buildDough
()
 
{

		
pizza
.
setDough
(
"pan baked"
);

	
}

	
public
 
void
 
buildSauce
()
 
{

		
pizza
.
setSauce
(
"hot"
);

	
}

	
public
 
void
 
buildTopping
()
 
{

		
pizza
.
setTopping
(
"pepperoni+salami"
);

	
}

}

```

```
/** "Director" */

class
 
Cook
 
{

	
private
 
PizzaBuilder
 
pizzaBuilder
;

	
public
 
void
 
setPizzaBuilder
(
PizzaBuilder
 
pb
)
 
{

		
pizzaBuilder
 
=
 
pb
;

	
}

	
public
 
Pizza
 
getPizza
()
 
{

		
return
 
pizzaBuilder
.
getPizza
();

	
}

	
public
 
void
 
constructPizza
()
 
{

		
pizzaBuilder
.
createNewPizzaProduct
();

		
pizzaBuilder
.
buildDough
();

		
pizzaBuilder
.
buildSauce
();

		
pizzaBuilder
.
buildTopping
();

	
}

}

/** Donant el tipus de pizza a construir. */

public
 
class
 
BuilderExample
 
{

	
public
 
static
 
void
 
main
(
String
[]
 
args
)
 
{

		
Cook
 
cook
 
=
 
new
 
Cook
();

		
PizzaBuilder
 
hawaiianPizzaBuilder
 
=
 
new
 
HawaiianPizzaBuilder
();

		
PizzaBuilder
 
spicyPizzaBuilder
 
=
 
new
 
SpicyPizzaBuilder
();

		
cook
.
setPizzaBuilder
(
hawaiianPizzaBuilder
);

		
cook
.
constructPizza
();

		
Pizza
 
pizza
 
=
 
cook
.
getPizza
();

	
}

}

```

### Python
```
# Producte

class
 
Pizza
:

 
def
 
__init__
(
self
):

 
self
.
dough
 
=
 
None

 
self
.
sauce
 
=
 
None

 
self
.
topping
 
=
 
None

 
def
 
set_dough
(
self
,
 
dough
):

 
self
.
dough
 
=
 
dough

 
def
 
set_sauce
(
self
,
 
sauce
):

 
self
.
sauce
 
=
 
sauce

 
def
 
set_topping
(
self
,
 
topping
):

 
self
.
topping
 
=
 
topping

# Abstract Builder

class
 
PizzaBuilder
:

 
def
 
__init__
(
self
):

 
self
.
pizza
 
=
 
None

 
def
 
get_pizza
(
self
):

 
return
 
self
.
pizza

 
def
 
create_new_pizza_product
(
self
):

 
self
.
pizza
 
=
 
Pizza
()

# ConcreteBuilder

class
 
HawaiianPizzaBuilder
(
PizzaBuilder
):

 
def
 
build_dough
(
self
):

 
self
.
pizza
.
set_dough
(
"cross"
)

 
def
 
build_sauce
(
self
):

 
self
.
pizza
.
set_sauce
(
"mild"
)

 
def
 
build_topping
(
self
):

 
self
.
pizza
.
set_topping
(
"ham+pineapple"
)

# Director

class
 
Cook
:

 
def
 
__init__
(
self
):

 
self
.
pizza_builder
 
=
 
None

 
def
 
set_pizza_builder
(
self
,
 
pb
):

 
self
.
pizza_builder
 
=
 
pb

 
def
 
get_pizza
(
self
):

 
return
 
self
.
pizza_builder
.
get_pizza
()

 
def
 
construct_pizza
(
self
):

 
self
.
pizza_builder
.
create_new_pizza_product
()

 
self
.
pizza_builder
.
build_dough
()

 
self
.
pizza_builder
.
build_sauce
()

 
self
.
pizza_builder
.
build_topping
()

# A given type of pizza being constructed.

if
 
__name__
 
==
 
'__main__'
:

 
cook
 
=
 
Cook
()

 
cook
.
set_pizza_builder
(
HawaiianPizzaBuilder
())

 
cook
.
construct_pizza
()

 
pizza
 
=
 
cook
.
get_pizza
()

```